# Eckenheimer Landstraße

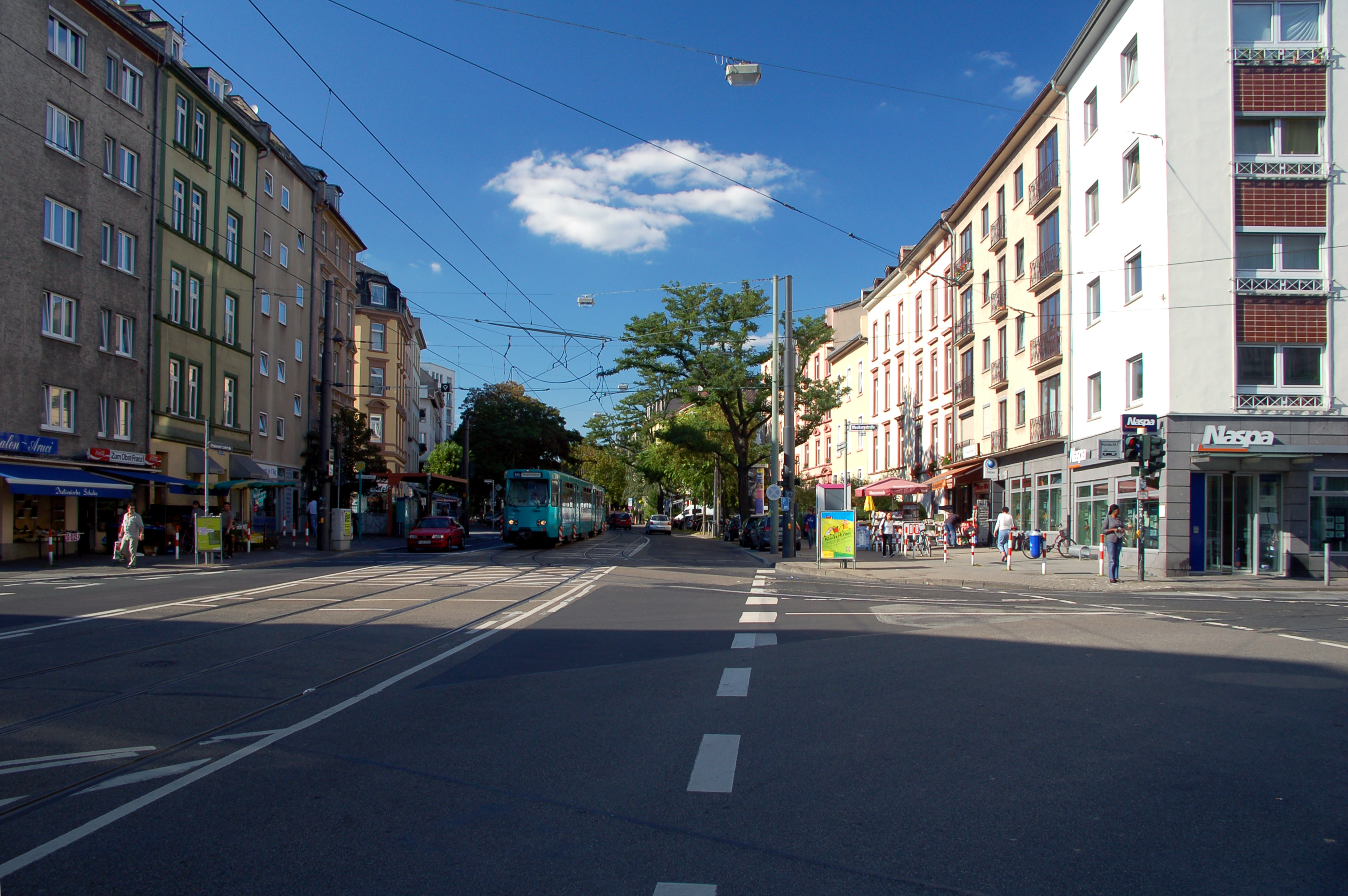
Kreuzung Glauburgstraße

Die Eckenheimer Landstraße ist eine der ältesten und bedeutendsten Ausfallstraßen in den Norden von Frankfurt am Main. Sie verläuft in Nord-Süd-Ausrichtung heute vollständig auf Frankfurter Gemarkung und durchquert dabei die Stadtteile Nordend-West, Dornbusch und Eckenheim.

## Bedeutung
Neben dem Individualverkehr wird die Eckenheimer Landstraße in ihrem südlichen Teil zwischen der Eschenheimer Anlage im Süden und dem Marbachweg im Norden von der Stadtbahnlinie (U5) befahren. Entlang dieses Streckenabschnitts bedient die dort oberirdisch fahrende U5 insgesamt vier Stationen.

## Geschichte
Die Eckenheimer Landstraße ist eine der historischen Landstraßen, die durch die Frankfurter Gemarkung verliefen. Sie ging vom Friedberger Tor aus, teilte mittig das Friedberger Feld innerhalb der Frankfurter Landwehr und führte ursprünglich den Verkehr nach Friedberg. Mit Errichtung der Friedberger Warte übernahm die Friedberger Landstraße ihre Funktion.
Nach Schleifung der Frankfurter Stadtbefestigung entstanden im 19. Jahrhundert entlang der Eckenheimer Landstraße zahlreiche großzügige Wohnhäuser. Mit der beginnenden Industrialisierung zählte die Straße Mitte des Jahrhunderts auch einige Industrie- und Chemiebetriebe, die jedoch zugunsten einer Wohnhaus-Blockrandbebauung in der Gründerzeit in die äußeren Stadtteile ausweichen mussten.
Ab 1882 begann der Straßenbahnbetrieb, zunächst mit Pferdetrambahnen der Frankfurter Trambahn-Gesellschaft, ab 1902 mit elektrischen Triebwagen der Straßenbahn Frankfurt am Main.

## Verlauf

### Nordend
Die Straße beginnt an den Wallanlagen am Scheffeleck. Dieser kleine Platz an der Kreuzung Eschenheimer Anlage/Eckenheimer Landstraße/Scheffelstraße trägt den Namen eines Cafés, das 1889 in einem repräsentativen sechsstöckigen Mietshaus entstand. Gegenüber dem Haus, innerhalb der Wallanlagen, befindet sich die Tunnelrampe der U-Bahn-Linie U5, die hier unterirdisch von der Konstablerwache kommend auf das Niveau der Straßenebene fährt, um ihren Weg in der Eckenheimer Landstraße fortzusetzen.
Der Abschnitt im Stadtteil Nordend-West wurde fast komplett im 19. Jahrhundert bebaut. Dabei sind die meisten Gebäude der Neurenaissance zuzuordnen. Im südlichen Abschnitt existieren auch vereinzelte spätklassizistische Wohnhäuser, unter anderem die Doppelhausville Nr. 30/32 aus dem Jahr 1872. Die Bauerhaltungssatzung der Stadt regelt den Bau und die Nutzung der Immobilien.
Kurz hinter dem Scheffeleck zweigt nach rechts die Straße Eiserne Hand ab, früher eine Hauptverkehrsverbindung zwischen Frankfurt und den östlich beziehungsweise nördlich gelegenen Vororten Bornheim und Vilbel.
In der Hebelstraße, ebenfalls eine nach rechts abzweigende Seitenstraße, befindet sich seit 1908 das Philanthropin, die 1804 gegründete Schule der jüdischen Gemeinde von Frankfurt.
Die erste Haltestelle der U5 in der Eckenheimer Landstraße liegt an der Musterschule. Sie wurde 1803 von Wilhelm Friedrich Hufnagel gegründet, ist inzwischen ein Gymnasium und befindet sie sich seit 1901 im heutigen Gebäude. Der Gebäudeteil an der Eckenheimer Landstraße ist ein Erweiterungsbau von 1984. Der alte Haupteingang befindet sich in der Querstraße Oberweg.

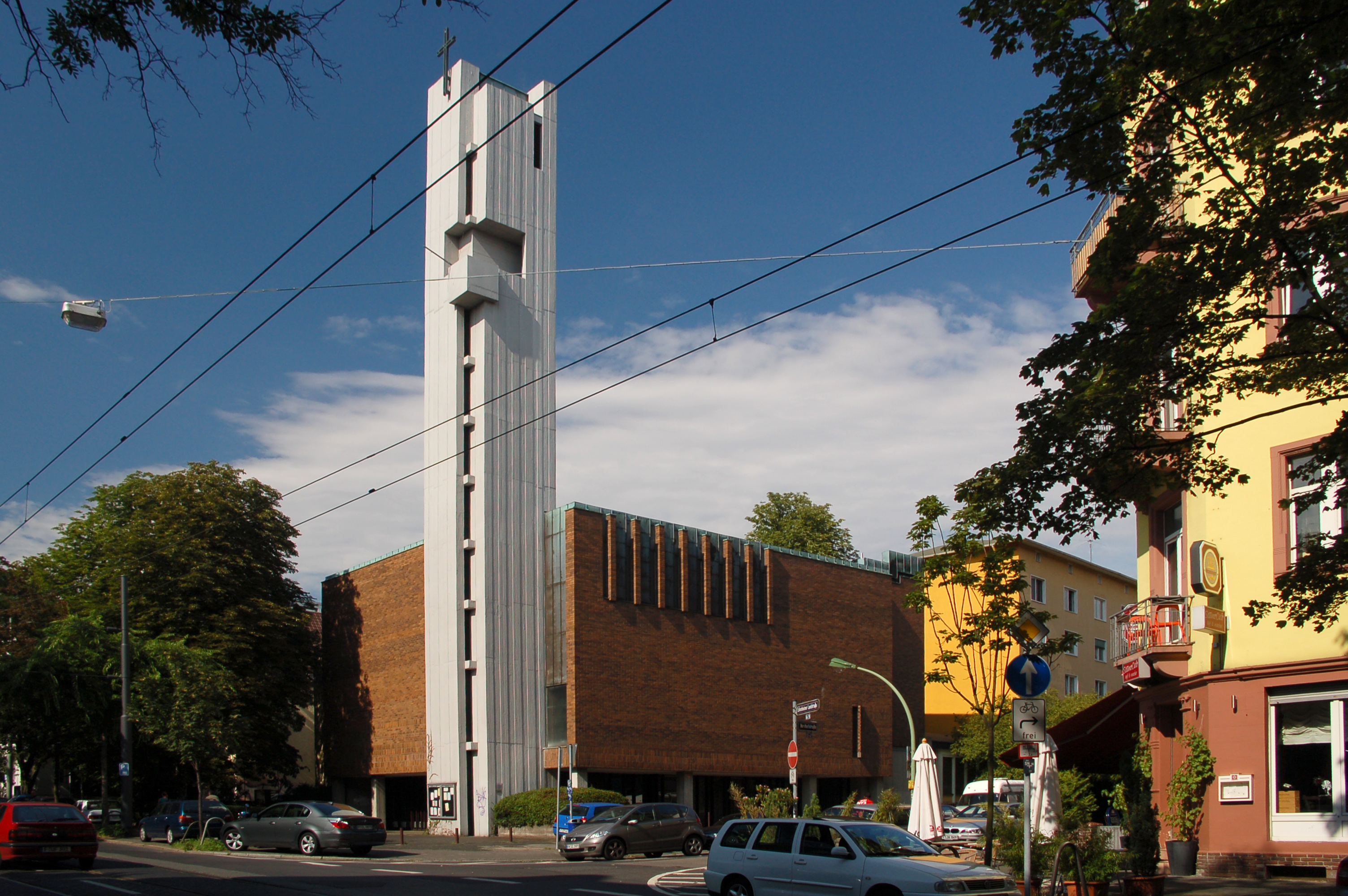
Gethsemanekirche

Zwischen Oberweg und Adlerflychtstraße lag bis 1866 der Adlerflychthof, den die aus Schweden stammende Familie Adlerflycht 1763 als Sommersitz hatte errichten lassen. Ende des 18. Jahrhunderts mietete ihn der Bankier Johann Friedrich Gontard. Hier trafen sich zwischen 1798 und 1802 einmal in der Woche Susette Gontard und ihr ehemaliger Hauslehrer Friedrich Hölderlin, inzwischen Bibliothekar beim Landgrafen von Hessen-Homburg, um Briefe auszutauschen.
An der Kreuzung mit der Adlerflychtstraße befindet sich die von der Polytechnischen Gesellschaft 1837 gegründete Stiftung Blindenanstalt. Ein Stück weiter an der Kreuzung mit der Neuhofstraße liegt die evangelische Gethsemanekirche, letzter Frankfurter Kirchenneubau des 20. Jahrhunderts von dem Architekten Hans Georg Heimel aus den Jahren 1968 bis 1970.
Unmittelbar hinter der Gethsemanekirche hat das Pharmaunternehmen Friedrich Merz GmbH & Co. KGaA seinen Stammsitz, das nicht nur für seine Schönheitsprodukte bekannt ist, sondern auch Medikamente gegen neurologische Erkrankungen wie Alzheimer und Parkinson herstellt.
In der Eckenheimer Landstraße 101 hat seit Februar 2013 auch das Konsulat der Republik Bulgarien in Frankfurt am Main seinen Sitz.

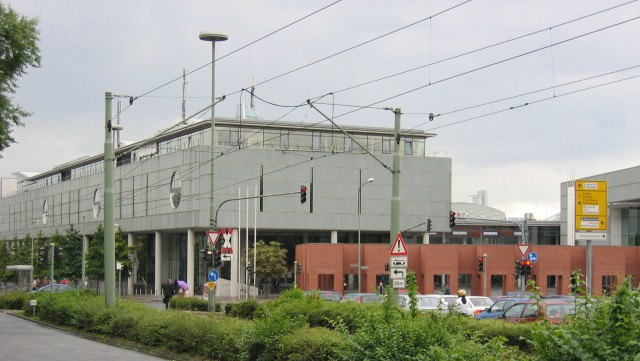
Deutsche Nationalbibliothek

Nach den zwei breiten Querstraßen Glauburgstraße und Nordendstraße folgt die Einmündung des Oeder Wegs, eine der wichtigsten Einkaufsstraßen des westlichen Nordends. Er führt Richtung Innenstadt zum Eschenheimer Tor.
Westlich der Eckenheimer Landstraße befindet sich das Holzhausenviertel, eine 1910 erbaute Villensiedlung mit lockerer Bebauung. Heute ist der Blick auf das Viertel durch den monumentalen Bau der Deutschen Nationalbibliothek verbaut. In den 1960er-Jahren war an diesem Ort ein Hochhaus ähnlich dem Shell-Hochhaus an der Friedberger Landstraße geplant, was massiver Widerstand der Anwohner verhinderte.

### Hauptfriedhof

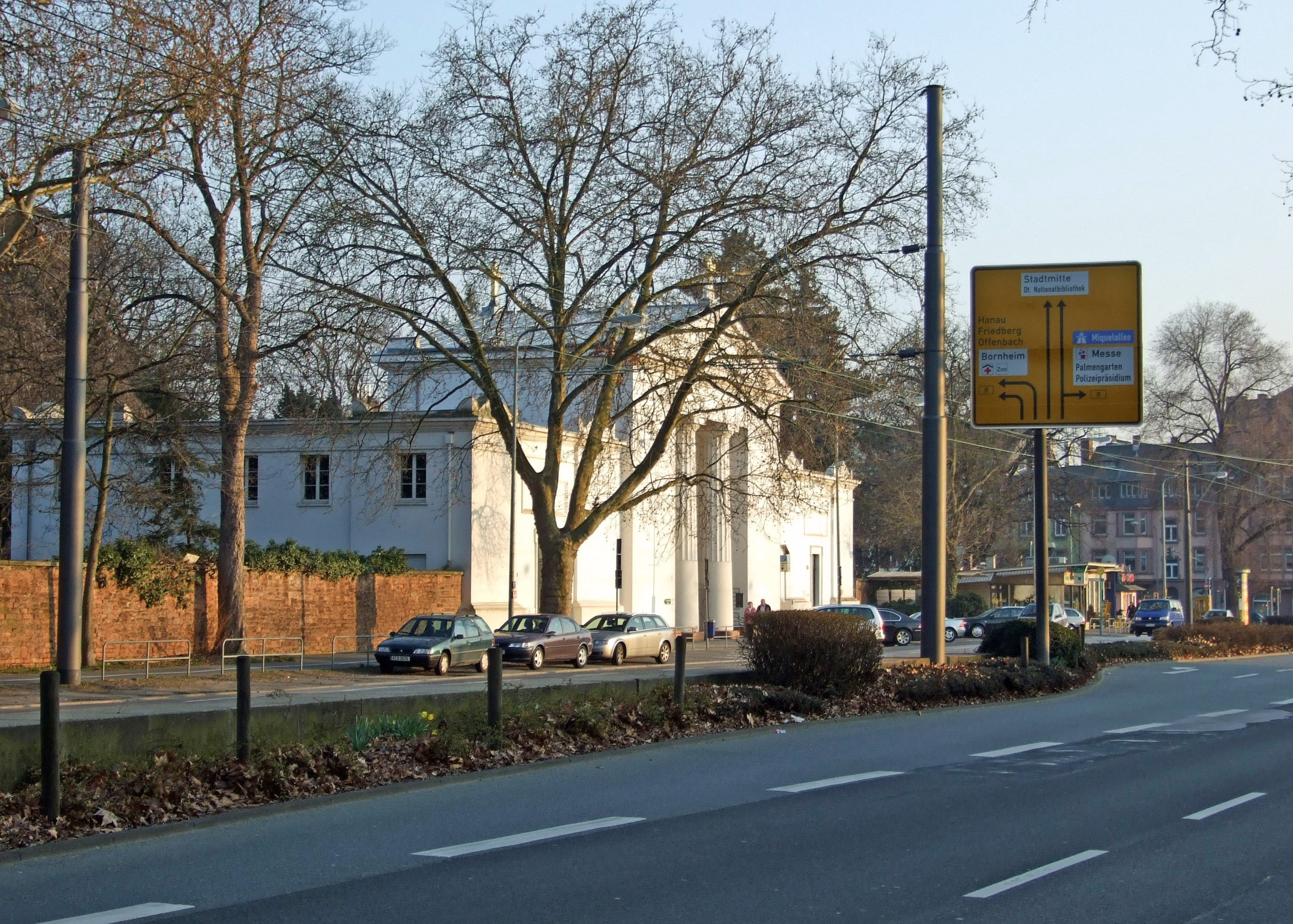
Altes Friedhofsportal von Friedrich Rumpf, 1828

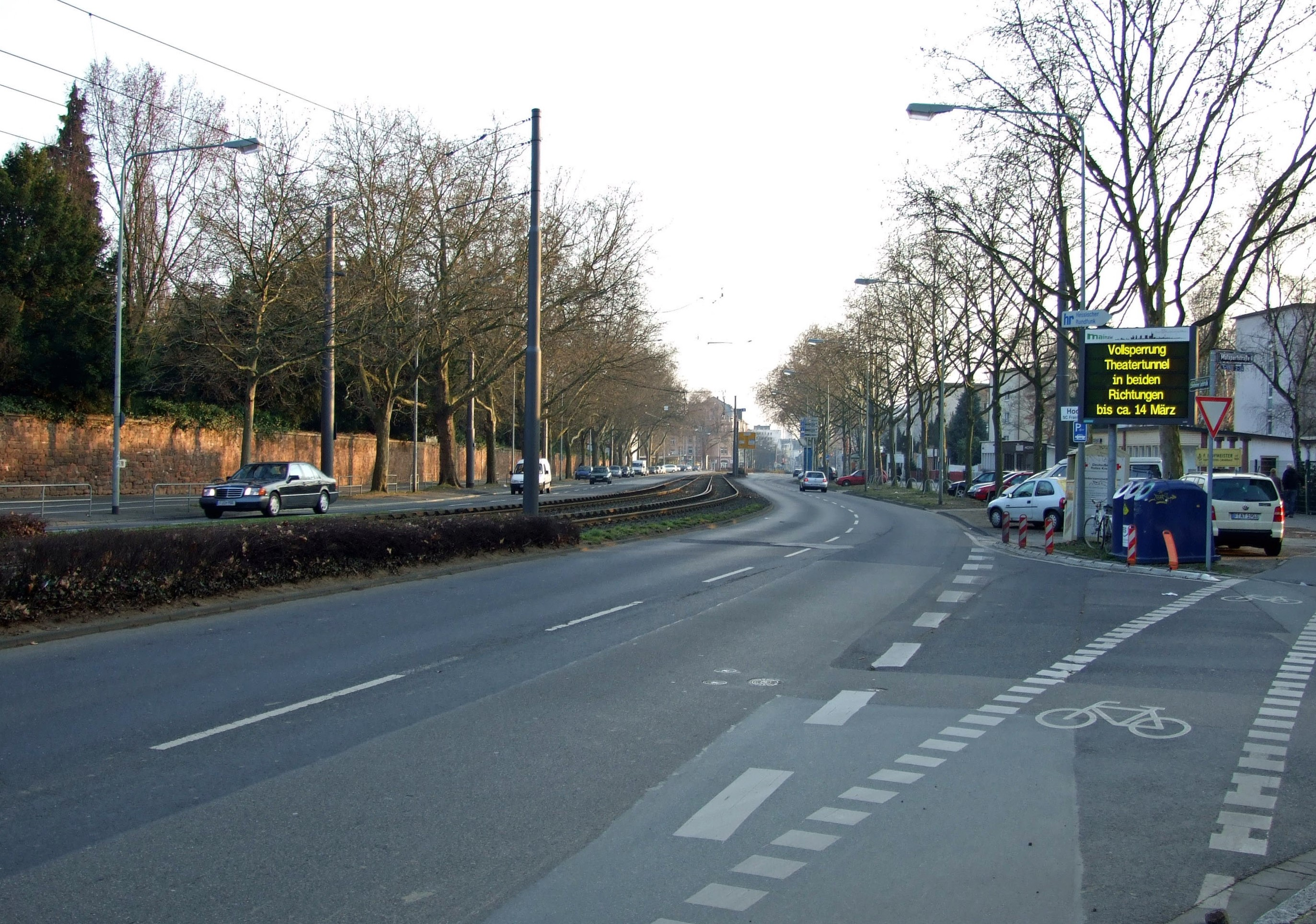
Kurz vor „Neuem Portal“, Richtung Alleenring (Deutsche Nationalbibliothek)

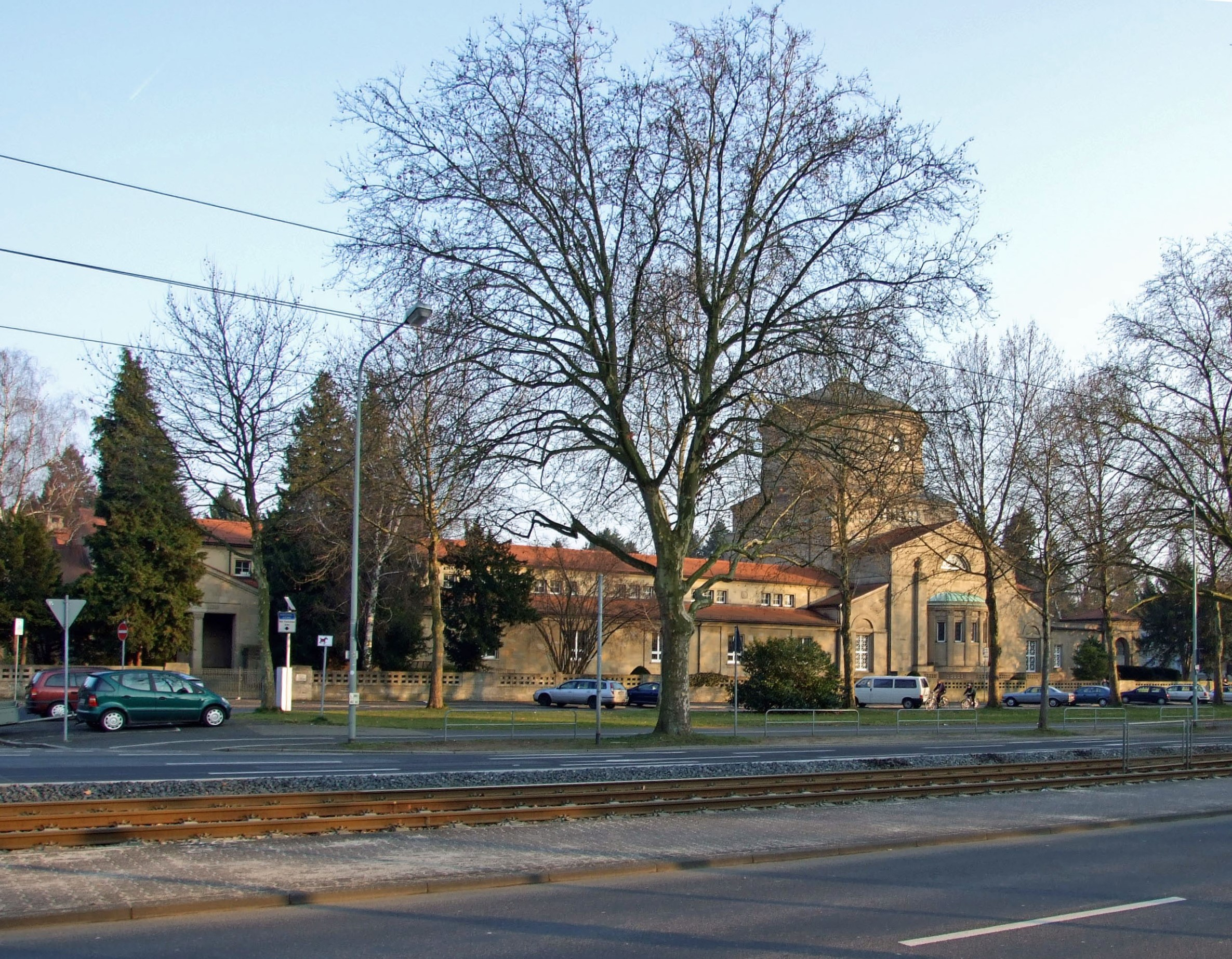
Neues Friedhofsportal von 1908

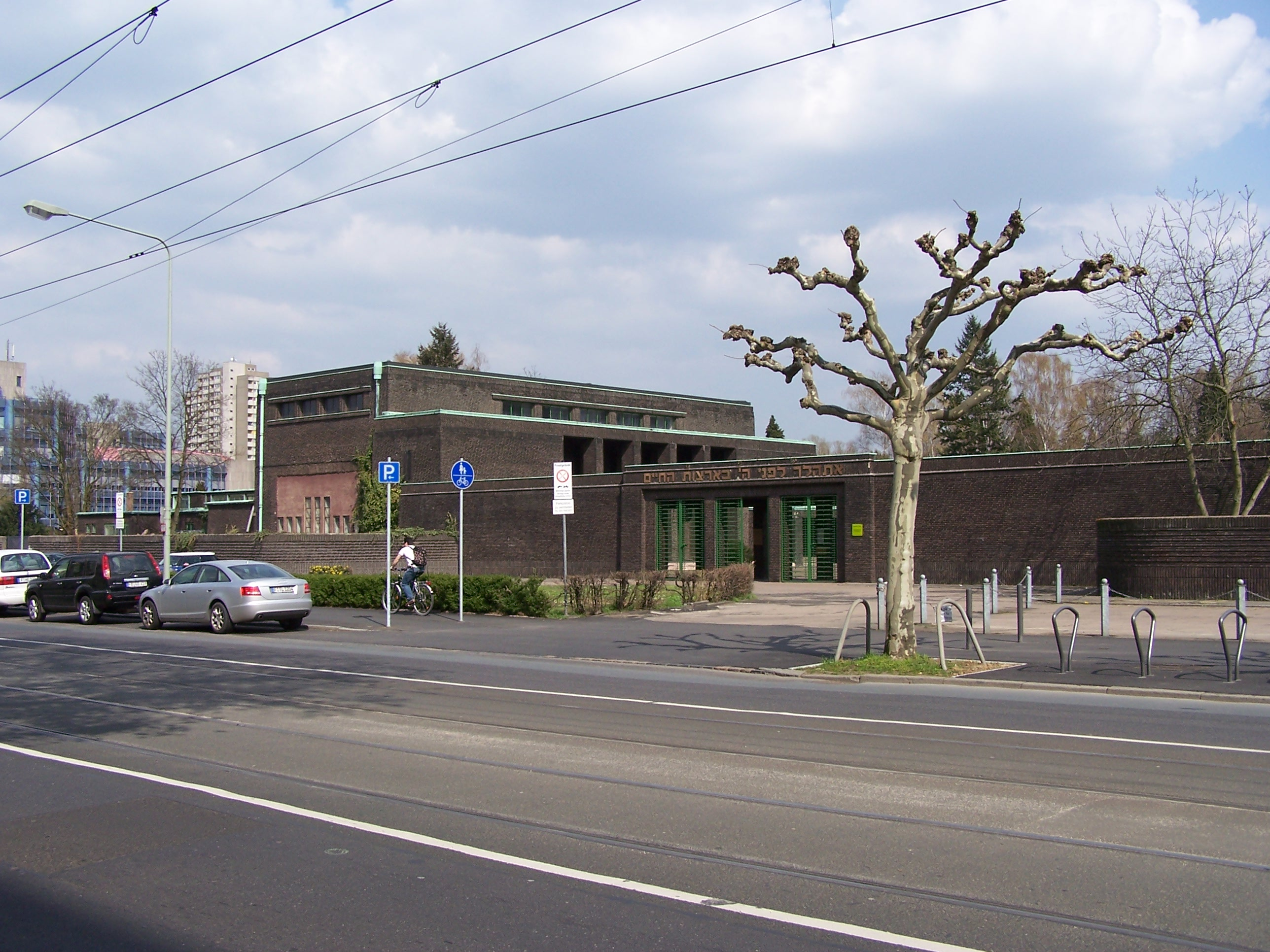
Portal des Jüdischen Friedhofs

Jenseits des Frankfurter Alleenrings nimmt die Bebauungsdichte weiter ab. Auf östlicher Seite der Straße liegt der Frankfurter Hauptfriedhof, der bereits ab 1828 genutzt wurde und damals noch weit außerhalb der Stadt lag. 1892 wurde die Pferdestraßenbahn über die Eckenheimer Landstraße zum 1828 von Friedrich Rumpf geschaffenen Alten Portal verlängert. Weiter nördlich folgt das 1912 erbaute Neue Portal, an dem heute die Stadtbahnstation liegt. Das nächste Portal ist das des Neuen Jüdischen Friedhofs. Es wurde 1929 im Stil der klassischen Moderne fertiggestellt und trägt die Inschrift „Wandeln werd ich vor dem Antliz des Ewigen in den Gefilden des Lebens“ (Ps 116,9 ) in Hebräisch und Deutsch. Der jüdische Friedhof befindet sich bereits im Stadtteil Eckenheim. Im Kontrast dazu folgt nördlich des Portals ein postmoderner blauer Bürokomplex aus den 1980er Jahren, die ehemalige Niederlassung der Postbank. Sie soll in den nächsten Jahren zu einem Schulcampus umgebaut werden.
Die westliche Straßenseite gegenüber dem alten Teil des Hauptfriedhofs ist von Bestattungsunternehmen und Steinmetzen geprägt. Dahinter, in einer Parallelstraße, erhebt sich das Hochhaus des ARD-Sterns. Der Abschnitt zwischen Kühhornshofweg und Marbachweg gehört zum Stadtteil Dornbusch.
Am Kühhornshofweg verlief bis Anfang des 19. Jahrhunderts die Frankfurter Landwehr, die das Territorium der Reichsstadt einfriedete. Reste der Landwehr waren noch bis nach dem Ersten Weltkrieg erkennbar. Der ein Stück westlich gelegene Kühhornshof stammte aus dem Mittelalter und war mit einem Ringgraben und einem Turm zum Schutz gegen Übergriffe bewehrt. 1868 wurde der Hof abgebrochen, lediglich der Turm blieb bis heute erhalten. Er steht auf dem Gelände des Hessischen Rundfunks.

### Eckenheim

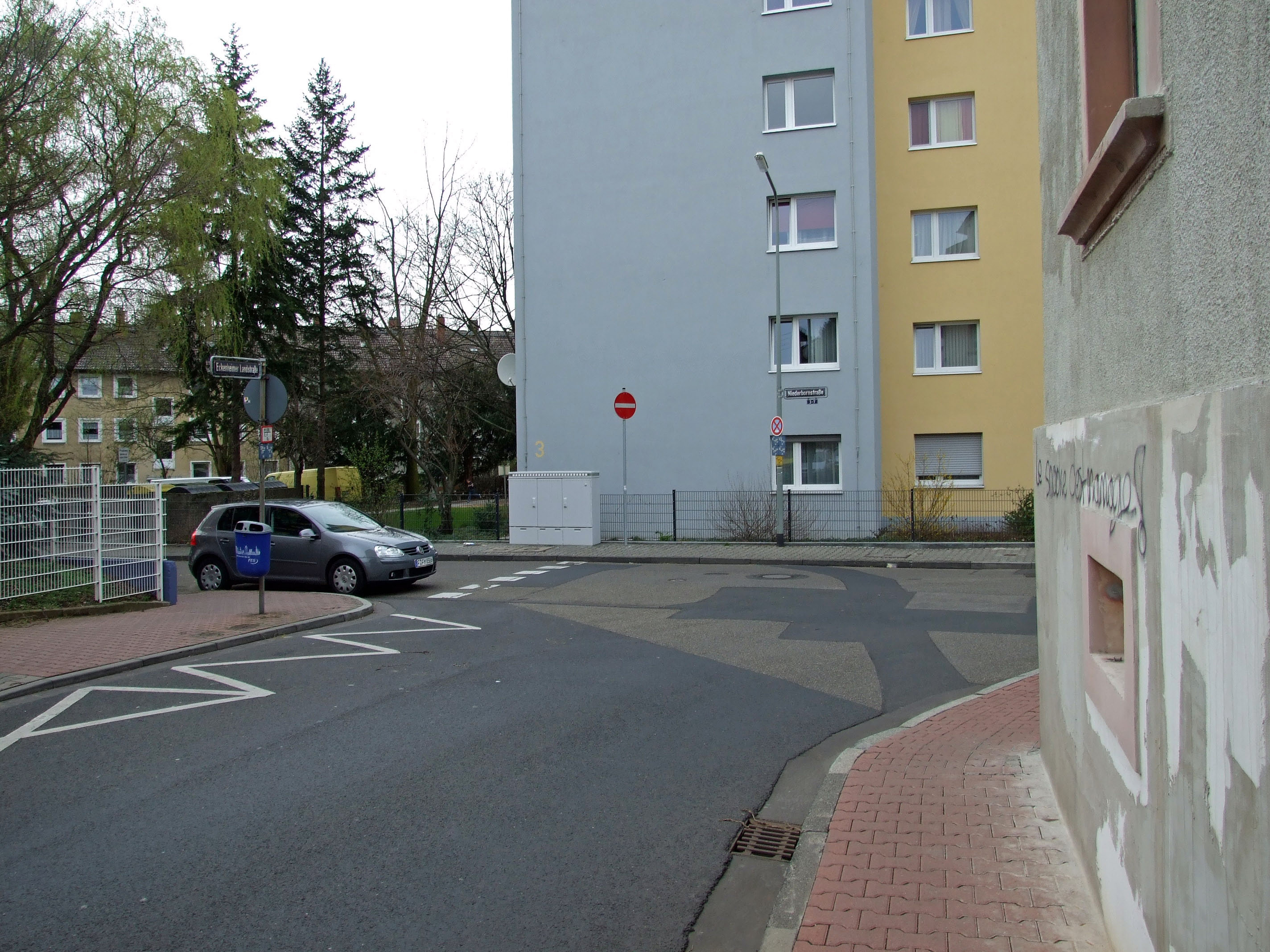
Ende an der Niederbornstraße

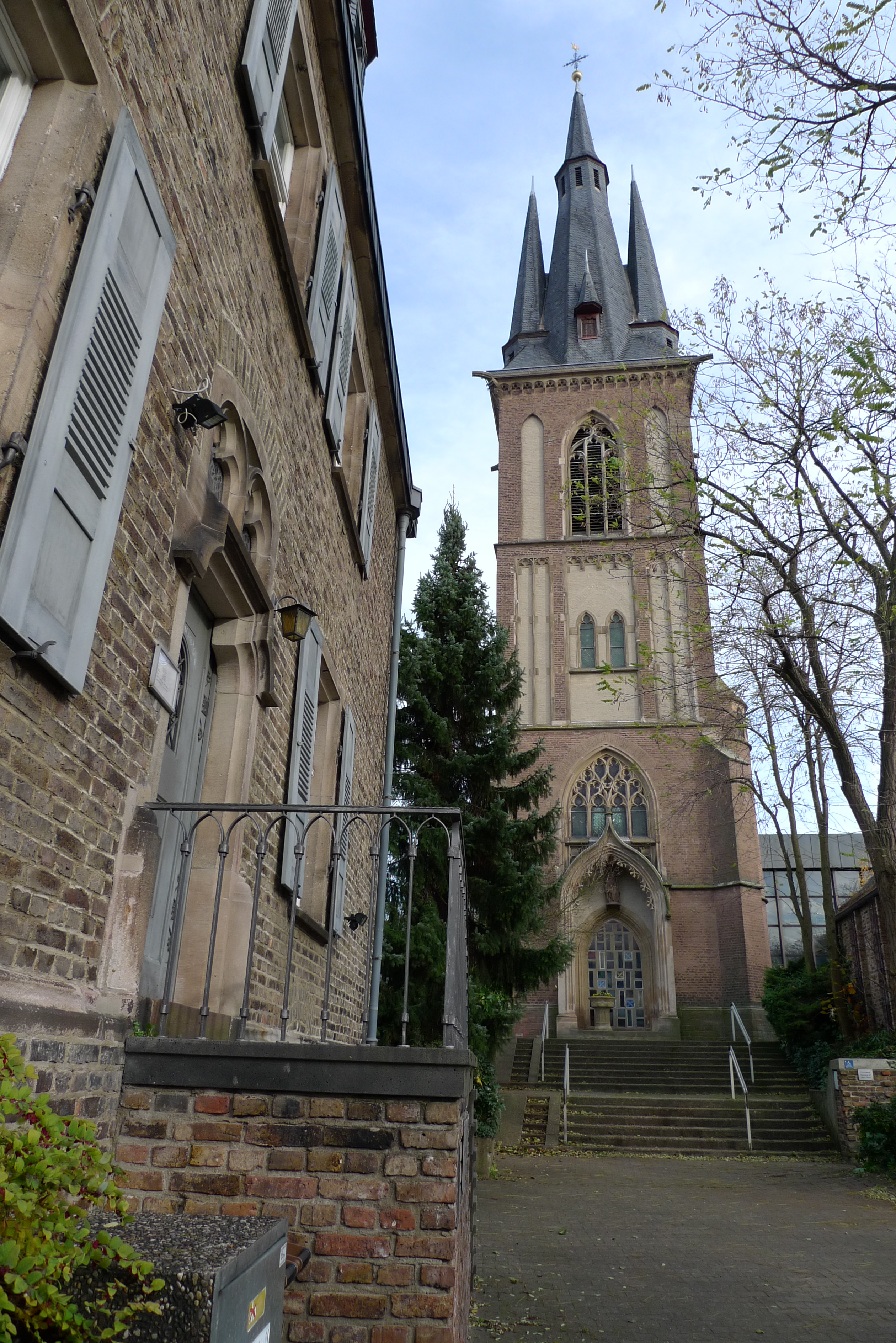
Der Turm der Herz-Jesu-Kirche ist das Wahrzeichen von Eckenheim

An der Kreuzung mit dem Marbachweg biegt der Hauptast der U5 nach Osten in Richtung Preungesheim ab. Auf der Eckenheimer Landstraße, nunmehr in der Gemarkung Eckenheim, wird die Straßenbahnstrecke heute nur für Betriebsfahrten zum Betriebshof Eckenheim in der nach Westen abzweigenden Schwabstraße genutzt. Hier beginnt seit 1984 die Jean-Monnet-Straße Richtung Bundesautobahn 661 ab. Bis zum Bau des Autobahnzubringers befand sich hier die zweigleisige Endhaltestelle Gummersbergstraße, die von der Straßenbahnlinie nach Eckenheim genutzt wurde. Auf der östlichen Straßenseite liegt der Tempel der Frankfurter Mormonengemeinde.
An der Gummersbergstraße erreicht die Eckenheimer Landstraße ihren höchsten Punkt. Von hier ab hat sie den Charakter einer dörflichen Hauptstraße. Sie durchquert den alten Ortskern Eckenheims, wo sich zweigeschossige Wohnhäuser mit kleinen Läden und gewerblichen Bauten abwechseln.
An einer Kreuzung befinden sich die beiden Eckenheimer Kirchen: Die jüngere der beiden ist die 1896 bis 1899 von Max Meckel erbaute katholische Herz-Jesu-Kirche, von der heute nur noch der 56 Meter hohe Turm steht, das Wahrzeichen Eckenheims. Im Jahr 1960 wurde an Stelle des alten Kirchenschiffes ein größerer Neubau errichtet.
Ein Stück weiter liegt die evangelische Nazarethkirche, ein schlichter Backsteinbau aus dem Jahr 1863. Zuvor war das Dorf Eckenheim so klein gewesen, dass es keine eigene Kirche hatte.
An der Niederbornstraße (Hausnummer 505) endet die Eckenheimer Landstraße.